# Великоолександрівський район
Великоолекса́ндрівський райо́н — колишній район, який розташовувався у верхній західній частині правобережної Херсонщини. На півночі межував з Високопільським і Нововоронцовським районами, на сході і півдні з Бериславським районом Херсонської області, заході з Березнегуватським і Снігурівськими районами Миколаївської області.
Район характерний горбистим рельєфом, досить привабливий у будь-яку пору року.
17 липня 2020 року було ліквідовано внаслідок адміністративно-територіальної реформи.

## Історія
Із приходом Південної Похідної групи ОУН (р) на Херсонщину під керівництвом М. Сидора-«Чорторийського» було створено українську адміністрацію у м. Новоолександрівську і Давидів Брід. ОУН тут проявила велику активність, що дуже занепокоїло німецьку адміністрацію. Як наслідок, групу Чорторийського було ліквідовано.
20.3.1946 вилучено з Великоолександрівського району та включено до складу щойно утвореного Високопільського району сільські Ради: Архангельську, Блакитянську, Високопільську, Заградівську, Іванівську, Кочубеївську, Наталинську, Ново-Миколаївську, Ново-Петрівську, Орлівську, Петрівську, Пригір'ївську та Хрущовську. 
3 березня 1988 року Білоусівську сільську раду передано до складу Великоолександрівського району з Березнегуватського району Миколаївської області.

## Економіка
Основу економіки району становило сільськогосподарське виробництво. Родять добре тут озима пшениця, ячмінь, кукурудза, соняшник, розвинуте тваринництво.
На території району розташовувався один з найбільших на півдні України Білокриницький комбінат хлібопродуктів.

## Населення
Розподіл населення за віком та статтю (2001):
| Стать | Всього | До 15 років | 15-24 | 25-44 | 45-64 | 65-85 | Понад 85 |
| --- | ------ | ----------- | ----- | ----- | ----- | ----- | -------- |
| Чоловіки | 14 587 | 3263        | 2132  | 4233  | 3555  | 1362  | 42       |
| Жінки | 16 644 | 3133        | 2023  | 4271  | 4189  | 2788  | 240      |
| \| Статево-вікова піраміда \| Статево-вікова піраміда \| Статево-вікова піраміда \| \| ----------------------- \| ----------------------- \| ----------------------- \| \| Чоловіки \| Вік \| Жінки \| \| 42 \| 85 + \| 240 \| \| 77 \| 80-84 \| 325 \| \| 260 \| 75-79 \| 710 \| \| 503 \| 70-74 \| 944 \| \| 522 \| 65-69 \| 809 \| \| 988 \| 60-64 \| 1329 \| \| 554 \| 55-59 \| 714 \| \| 938 \| 50-54 \| 976 \| \| 1075 \| 45-49 \| 1170 \| \| 1142 \| 40-44 \| 1225 \| \| 1049 \| 35-39 \| 1011 \| \| 987 \| 30-34 \| 1021 \| \| 1055 \| 25-29 \| 1014 \| \| 937 \| 20-24 \| 939 \| \| 1195 \| 15-20 \| 1084 \| \| 1427 \| 10-14 \| 1240 \| \| 1032 \| 5-9 \| 1098 \| \| 804 \| 0-4 \| 795 \| |        |             |       |       |       |       |          |
| Статево-вікова піраміда |        |             |       |       |       |       |          |
| Чоловіки | Вік    | Жінки       |       |       |       |       |          |
| 42 | 85 +   | 240         |       |       |       |       |          |
| 77 | 80-84  | 325         |       |       |       |       |          |
| 260 | 75-79  | 710         |       |       |       |       |          |
| 503 | 70-74  | 944         |       |       |       |       |          |
| 522 | 65-69  | 809         |       |       |       |       |          |
| 988 | 60-64  | 1329        |       |       |       |       |          |
| 554 | 55-59  | 714         |       |       |       |       |          |
| 938 | 50-54  | 976         |       |       |       |       |          |
| 1075 | 45-49  | 1170        |       |       |       |       |          |
| 1142 | 40-44  | 1225        |       |       |       |       |          |
| 1049 | 35-39  | 1011        |       |       |       |       |          |
| 987 | 30-34  | 1021        |       |       |       |       |          |
| 1055 | 25-29  | 1014        |       |       |       |       |          |
| 937 | 20-24  | 939         |       |       |       |       |          |
| 1195 | 15-20  | 1084        |       |       |       |       |          |
| 1427 | 10-14  | 1240        |       |       |       |       |          |
| 1032 | 5-9    | 1098        |       |       |       |       |          |
| 804 | 0-4    | 795         |       |       |       |       |          |

Національний склад населення за даними перепису 2001 року:
| Національність | Кількість осіб | Відсоток |
| -------------- | -------------- | -------- |
| українці       | 29009          | 92,49 %  |
| росіяни        | 1476           | 4,71 %   |
| молдовани      | 332            | 1,06 %   |
| білоруси       | 206            | 0,66 %   |
| вірмени        | 60             | 0,19 %   |
| інші           | 283            | 0,90 %   |

Мовний склад населення за даними перепису 2001 року:
| Мова       | Кількість осіб | Відсоток |
| ---------- | -------------- | -------- |
| українська | 29649          | 94,53 %  |
| російська  | 1355           | 4,32 %   |
| молдовська | 140            | 0,45 %   |
| білоруська | 64             | 0,20 %   |
| вірменська | 48             | 0,15 %   |
| інші       | 110            | 0,35 %   |

## Соціальна сфера
Виходить друком районна газета «Жайвір» (станом на 1 січня 2015 року).

## Політика
25 травня 2014 року відбулися Президентські вибори України. У межах Великоолександрівського району були створені 33 виборчих дільниць. Явка на виборах складала — 56,69 % (проголосували 11 483 із 20 257 виборців). Найбільшу кількість голосів отримав Петро Порошенко — 46,32 % (5 319 виборців); Юлія Тимошенко — 17,09 % (1 963 виборців), Олег Ляшко — 8,46 % (971 виборців), Сергій Тігіпко — 8,09 % (929 виборців), Анатолій Гриценко — 4,98 % (572 виборців). Решта кандидатів набрали меншу кількість голосів. Кількість недійсних або зіпсованих бюлетенів — 1,86 %.